# آرثر شابمان (صحفي)
آرثر شابمان (بالإنجليزية: Arthur Chapman)‏ هو صحفي أمريكي، ولد في 25 يونيو 1873، وتوفي في 4 ديسمبر 1935.